# 長幸男
長 幸男（ちょう ゆきお、1924年（大正13年）6月14日 - 2007年（平成19年）1月30日）は、日本の経済学者。
東京出身。東京帝国大学経済学部卒。妻は武田清子。高崎市立短期大学助教授、専修大学助教授、教授、1970年東京外国語大学教授。1985－1989年学長。1993年多摩大学教授。1999年秋、勲二等瑞宝章受勲。大塚久雄の影響を受け、近代日本の経済思想史、金融論を研究、東洋経済新報社刊の『石橋湛山全集』を編纂した。

## 著書
- 『日本経済思想史研究 ブルジョア・デモクラシーの発展と財政金融政策』未来社、1963
- 『現代金融論』時潮社、1969
- 『昭和恐慌 日本ファシズム前夜』岩波新書、1973、岩波同時代ライブラリー 1994、岩波現代文庫 2001
- 『石橋湛山の経済思想 日本経済思想史研究の視角』東洋経済新報社、2009

### 共編著など
- 『日本における銀行の発達』松成義衛、三輪悌三共著 青木書店、1959
- 『石橋湛山 人と思想』編 東洋経済新報社、1974
- 『日本経済思想史読本』杉原四郎共編、東洋経済新報社、1979
- 渋沢栄一『雨夜譚』校注、岩波文庫、1984

## 参考
- コトバンク